# Bíňanský rybník
Bíňanský rybník je přírodní rezervace v katastrálních územích obcí Čata a Keť v okrese Levice a Bíňa vokrese Nové Zámky v Nitranském kraji na Slovensku. Území bylo vyhlášeno v roce 2000 a jeho rozloha je 35,13 hektaru. Předmětem ochrany je biotop na migrační trase panevropských ptáků.